# Kre-O Transformers
Kre-O Transformers — юмористический мультсериал о трансформерах по вселенной конструктора Kre-O. Помимо трансформеров, в сериале участвуют персонажи других брендов, таких, как G.I. Joe и Star Trek. При создании сериала использовалась компьютерная графика и Stop Motion.

## Сюжет
Как правило, серии — это отдельные короткие истории о том, как автоботы и десептиконы пытаются грубо подшутить друг над другом. После первых четырёх серий шла четырёхсерийная история о том, как Мегатрон собирался отомстить Оптимусу и Бамблби за все свои прошлые неудачи и сорванное празднование Рождества. После этого серии стали акцентироваться на других персонажах и приобрели подзаголовок «Think Like a Kreon».

## Эпизоды
- 1. Last Bot Standing
- 2. Bot Stars
- 3. My Ride is Better Than Your Ride
- 4. The Big Race
- 5. A Gift for Megatron
- 6. Megatron’s Revenge
- 7. Quest for Energon, Part 1
- 8. Quest for Energon, Part 2
- 9. Think Like a Kreon: Ultimate Defender
- 10. Think Like a Kreon: Carnival Face Off
- 11. Think Like a Kreon: Detention Escape
- 12. Take Us to the Movies
- 13. Take Us Throught to the Movies